# Tarbes Gespe Bigorre
Tarbes Gespe Bigorre (a menudo llamado Tarbes GB o TGB) es el nombre de un club de baloncesto francés con sede en la ciudad de Tarbes. El equipo femenino forma parte de la Liga femenina de baloncesto de Francia y participa en las competiciones europeas (Copas de Europa: EuroCup, EuroLeague).

## Palmarés

### Títulos nacionales
- 1 Campeonato de Francia: 2010
- 3 Copas de Francia: 1996, 1997, 1998
- 1 Copa de la Federación: 1995

### Títulos internacionales
- 1 Copa Ronchetti: 1996

## Jugadoras y entrenadores

### Roster temporada 2006-2007
| N.º | Nombre                | Fecha de nacimiento      | Altura | Nacionalidad           | Posición |
| --- | --------------------- | ------------------------ | ------ | ---------------------- | -------- |
| 4   | Marion Laborde        | 6 de diciembre de 1986   | 1.76 m | Francia                | 2        |
| 5   | Claire Tomaszewski    | 25 de noviembre de 1982  | 1.78 m | Francia                | 2        |
| 6   | Laure Savasta (cap.)  | 18 de marzo de 1974      | 1.73 m | Francia                | 1-2      |
| 7   | Jaklin Zlatanova      | 23 de marzo de 1986      | 1.88 m | Bulgaria               | 3        |
| 8   | Clémence Beikes       | 19 de octubre de 1983    | 1.79 m | Francia                | 2        |
| 9   | Aurélie Bonnan        | 1 de agosto de 1983      | 1.87 m | Francia                | 4        |
| 10  | Penda Sy              | 29 de abril de 1984      | 1.90 m | Francia                | 5        |
| 11  | Alexia Kusion         | 12 de marzo de 1989      | 1.80 m | Francia                | 2        |
| 12  | Gergana Slavcheva     | 20 de octubre de 1979    | 1.86 m | Bulgaria               | 3        |
| 13  | Kristina Česnavičiūtė | 18 de septiembre de 1983 | 2.02 m | Lituania               | 5        |
| 13  | Mfon Udoka            | 16 de junio de 1976      | 1.90 m | Estados Unidos Nigeria | 3-4      |
| 14  | Isabelle Yacoubou     | 21 de abril de 1986      | 1.95 m | Francia                | 5        |
| 15  | Ayana Walker          | 10 de septiembre de 1979 | 1.91 m | Estados Unidos         | 4        |

Entrenador: Pascal Pisan   ( Francia)
Asistente: Xavier Noguera ( Francia)
Asistente: Krassimira Banova ( Bulgaria)

### Jugadoras famosas
| - Catherine Melain - Corinne Zago-Esquirol - Christine Gomis - Corinne Benintendi - Laetitia Moussard - Céline Dumerc - Émilie Gomis | - Teresa Edwards - Dawn Staley - Daedra Charles - Andrea Stinson - Vickie Johnson - Polina Tzekova-Boyer - Judith Balogh | - Andrea Kuklová - Jo Hill - Jennifer Whittle - Carla Porter-Boyd |

### Entrenadores sucesivos
- Jean-Pierre Siutat
- Damien Leyrolles
- Igor Grudin
- José Ruiz
- Pascal Pisan
- Patrick Maucouvert